# Pseudorhaphitoma alticostata
Pseudorhaphitoma alticostata é uma espécie de gastrópode do gênero Pseudorhaphitoma, pertencente a família Mangeliidae.